# Вороновське сільське поселення (Кожевниковський район)
Во́роновське сільське поселення (рос. Вороновское сельское поселение) — сільське поселення у складі Кожевниковського району Томської області Росії.
Адміністративний центр — село Вороново.
Населення сільського поселення становить 2032 особи (2019; 2118 у 2010, 2617 у 2002).
Станом на 2002 рік існували Вороновська сільська рада (село Вороново, присілки Єкимово, Єловка, Каштаково, Красний Яр) та Осиновська сільська рада (село Осиновка, присілок Волкодаєвка).

## Склад
До складу сільського поселення входять:
| Населений пункт       | Населення, осіб (2002) | Населення, осіб (2010) |
| --------------------- | ---------------------- | ---------------------- |
| Волкодаєвка, присілок | 87                     | 48                     |
| Вороново, село        | 1329                   | 1188                   |
| Єкимово, присілок     | 109                    | 67                     |
| Єловка, присілок      | 375                    | 249                    |
| Каштаково, присілок   | 1                      | 1                      |
| Красний Яр, присілок  | 186                    | 135                    |
| Осиновка, село        | 530                    | 430                    |